# Centrum (multivitamínico)
Centrum es una marca estadounidense de multivitaminas producida por Haleon. Anteriormente fue propiedad de Pfizer (antes Wyeth) y GSK.

## Estudio PHS-II
El Physicians' Health Study II (PHS-II), un extenso estudio realizado en 2012, investigó los efectos del consumo diario de un multivitamínico Centrum en la salud de los participantes.  Durante un promedio de 11 años, se realizó un seguimiento a un grupo de participantes que tomaron un multivitamínico Centrum diariamente, comparándolos con un grupo que recibió un placebo. Los resultados indicaron que no hubo diferencias significativas en la mortalidad por cáncer o enfermedad cardiovascular entre los dos grupos.  Sin embargo, los investigadores observaron una pequeña reducción en la incidencia general de cáncer en el grupo que consumió el multivitamínico. Esta conclusión, si bien fue publicada, generó debate y fue cuestionada en la revista Journal of the American Medical Association.
El 17 de octubre de 2012, se publicaron los resultados de un estudio doble ciego en el que participaron 14,641 médicos varones estadounidenses.  Los participantes, con una edad inicial de 50 años o más (edad media de 64.3 años, desviación estándar de 9.2 años), fueron reclutados en 1997, y el estudio se extendió hasta el 1 de junio de 2011. El objetivo principal fue comparar la incidencia de cáncer total (excluyendo el cáncer de piel no melanoma) entre aquellos que tomaron un multivitamínico diario (Centrum Silver de Pfizer) y aquellos que recibieron un placebo.
Los resultados mostraron que los hombres que tomaron el multivitamínico diario experimentaron una reducción estadísticamente significativa en la incidencia de cáncer total.  El índice de riesgo (HR) fue de 0.92, con un intervalo de confianza (IC) del 95% que osciló entre 0.86 y 0.998 (P = 0.04).  Esto indica una probabilidad del 95% de que el verdadero efecto del multivitamínico en la reducción del riesgo de cáncer se encuentre entre el 0.2% y el 14%.  En términos absolutos, esto se traduce en 1.3 diagnósticos de cáncer menos por cada 1,000 años de vida (18.3 eventos en el grupo de placebo versus 17 en el grupo de multivitamínico).  Es importante destacar que el estudio no encontró efectos estadísticamente significativos para ningún tipo específico de cáncer ni para la mortalidad por cáncer. La mediana del tiempo de seguimiento fue de 11.2 años.
El Dr. J. Michael Gaziano, cardiólogo e investigador principal del estudio, declaró en The New York Times que "parece haber una modesta reducción en el riesgo de cáncer con un multivitamínico típico". El estudio también fue reseñado en The Wall Street Journal el 17 de octubre de 2012.